# Stantonia
Stantonia är ett släkte av steklar. Stantonia ingår i familjen bracksteklar.

## Dottertaxa tillStantonia, i alfabetisk ordning[1]
- Stantonia achterbergi
- Stantonia agroterae
- Stantonia algirica
- Stantonia alternata
- Stantonia alvarengai
- Stantonia angustata
- Stantonia annulicornis
- Stantonia ashmeadi
- Stantonia baiteta
- Stantonia bakeri
- Stantonia bezarki
- Stantonia carinata
- Stantonia carpocapsae
- Stantonia caudata
- Stantonia cerdai
- Stantonia chaoi
- Stantonia chaparensis
- Stantonia conspurcata
- Stantonia eala
- Stantonia elizabethae
- Stantonia flava
- Stantonia garamba
- Stantonia gracilis
- Stantonia gulliveri
- Stantonia hammersteini
- Stantonia inca
- Stantonia inka
- Stantonia intermediana
- Stantonia issikii
- Stantonia jacobsoni
- Stantonia katiae
- Stantonia kawensis
- Stantonia longicornis
- Stantonia lutea
- Stantonia magnifica
- Stantonia mara
- Stantonia maracapatana
- Stantonia mazatlanensis
- Stantonia minuta
- Stantonia nana
- Stantonia ngilima
- Stantonia nigra
- Stantonia nigristernum
- Stantonia osa
- Stantonia pachycornis
- Stantonia pallida
- Stantonia patinyi
- Stantonia pellicea
- Stantonia peninsularis
- Stantonia peruana
- Stantonia procera
- Stantonia qui
- Stantonia quincemila
- Stantonia rossa
- Stantonia ruficornis
- Stantonia rufithorax
- Stantonia sabahensis
- Stantonia sampaioi
- Stantonia sauteri
- Stantonia scotti
- Stantonia scutellaris
- Stantonia seyrigi
- Stantonia siamensis
- Stantonia sirena
- Stantonia sommeijeri
- Stantonia spasskensis
- Stantonia sumatrana
- Stantonia takeuchii
- Stantonia testacea
- Stantonia tianmushana
- Stantonia veronicae
- Stantonia vittata
- Stantonia wonvillei
- Stantonia xiangqianensis
- Stantonia xochiquetzalis